# Gregorio Gaetani
Pour les articles homonymes, voir Gaetani.
Gregorio Gaetani   (né à Gaeta, Italie) est un cardinal italien du XIe siècle et du XIIe siècle. 

## Biographie
Le pape Urbain II   le crée cardinal lors d'un consistoire en 1099. Gaetani  participe au concile de  Guastalla en 1106 et est présent au synode du Latran de 1112. Avec le cardinal Pietro Pierleoni il est légat en France et il participe à la décision sur  Civitavecchia  .
Gaetani participe aux élections des papes Gélase II (1118) et  Honoré II (1124).

## Sources
- Fiche du cardinal   sur le site fiu.edu